# 十日單身
《十日單身》，2015年華視自製電視電影，由傅雷、高慧君、林曉培、蔣偉文、陳子麒、花太郎、吳翰林主演。本劇為《華視劇展》2015年復播後首部戲劇，2015年2月4日舉行開鏡記者會，2015年2月7日開拍，2015年2月16日殺青，2015年4月12日上檔。

## 播出時間

### 首播
| 頻道 | 所在地 | 開播日期      | 播放時間           |
| ---- | ------ | ------------- | ------------------ |
| 華視 | 臺灣   | 2015年4月12日 | 週日 22:00 - 23:30 |

### 重播
| 頻道 | 所在地 | 開播日期 | 播放時間 |
| ---- | ------ | -------- | -------- |

## 演員列表

### 主要演員
| 演員   | 角色   | 介紹 |
| 傅雷   | 董鑒   | 馬場的資深教練，綽號：董魔。近耳順之年，一生幾乎都在馬背上度過。                                                                 |
| 高慧君 | 沈卉良 | 41歲，大學一畢業就被國內一家頗具知名度的雜誌相中擔任編輯，與葉正齊結婚後生下兒子元曦，並毅然告別讓她充滿成就感的職場。           |
| 林曉培 | Angie  | 40歲，南部驕陽下長大的陽光女郎，求學時北上，畢業後也就順理成章的留在台北工作。自己獨居台北，小有積蓄又懂得過生活。與卉良是閨蜜。 |
| 蔣偉文 | 范正齊 | 44歲，是個性情大方明快的中年帥大叔。任職金融投顧公司海外部副總。                                                                 |
| 陳子麒 | 杜教練 | 35歲，馬場教練，從體育學院畢業後，一直從事與運動健身相關的工作。                                                                 |
| 花太郎 | 阿福   | 20歲，沒有心機，憨厚實在，剛退伍沒幾個月，因為是國中中輟生，當兵前被董鑒收留，在馬場從小助理苦幹起。                             |
| 吳翰林 | 范元曦 | 14歲的國中生，卉良的兒子。 |

### 其他演員
| 演員   | 角色 | 介紹 |
| 陳伶宣 | 幸瑤 |      |

### 特別演出
| 演員 | 角色 | 介紹 |

## 電視電影歌曲
| 曲別   | 歌名 | 演唱者 | 作詞 | 作曲 |
| 片頭曲 |      |        |      |      |
| 片尾曲 |      |        |      |      |

## 重要場景
- 新北市汐止區澳美佳馬術俱樂部
- 新北市汐止區樟樹一路食祿來麵線
- 臺北市文山區台大緣社區
- 臺北市文山區景文高中
- 臺北市大安區Antico Forno餐廳
- 臺北市信義區Bigtom 美國冰淇淋文化館翠湖店
- 臺北市中山區長安東路二段震大長玉社區
- 臺北市中山區璞儷SPA會館
- 臺北市中山區大佳河濱公園
- 基隆市七堵區百福水漾會館
- 新竹縣竹北市豐邑喜來登大飯店

## 製作團隊
- 製作公司：玩美童心傳播有限公司、群和國際文化事業有限公司
- 製作人：林書婷、陳惠瑤
- 導演：楊智麟
- 編劇：溫怡惠

## 外部連結
- 官方网站－華視
- 玩美童心傳播的Facebook專頁

## 作品的變遷
| 華視主頻 週日 22:00 - 23:30                         | 華視主頻 週日 22:00 - 23:30 | 華視主頻 週日 22:00 - 23:30 |
| --------------------------------------------------- | --------------------------- | --------------------------- |
|                                                     | 十日單身 （2015年4月12日）  |                             |
| 咱們結婚吧（重播） （2014年12月14日－2015年4月5日） | 空白轉機 （2015年4月19日）  |                             |